# 전체주의의 기원
전체주의의 기원 ( 원제: The Origins of Totalitarianism )은 1951년에 출판된 한나 아렌트의 첫 작품이다. 그녀는 이 책에서 나치즘과 스탈린주의를 20세기 초반부의 주요 전체주의 정치운동으로 묘사 및 분석하였다.  이 저서는 20세기의 비소설분야의 베스트셀러 중 하나로 꼽힌다.

## 주된 내용
이 책은 세 개의 에세이로 구성되어 있다. 반유대주의, 제국주의 그리고 전체주의이다.
반유대주의에서는 19세기 초중반에 중앙,동부, 서부유럽에서 일어난 여러 초기사건들과 그것의 발흥에 대해서 묘사하였고,  1884년부터 제1차 세계 대전까지의 신제국주의를 조사하였으며, 인종차별주의를 이데올로기로 발현하게 된 것으로 전개하였다.  그녀는 전체주의가 전근대적 독재와는 달리, 내부로부터 인류를 지배하고 테러화시키는 새로운 방법을 사용한다고 지적한다.

### 반유대주의와제국주의에 관한 분석
아렌트는 이 책의 시작 부분에서 유럽에서의 반유대주의의 발흥을 분석하는 데, 특히 장교와 스파이라는 실제 사건을 집중 탐구하였다.  특히, 아렌트는 유럽에서 유대인들의 사화 운동을 추적하였는데, 1792년에 일어난 프랑스 칙령으로 그들이 해방되었지만, 국가주의를 지지하고 유지하는 그들의 역할에도 불구하고, 유럽 사회 계층에 동화되지 못한 사실을 논증한다.
그녀는 과학적 인종주의와 그것의 식민주의적 제국주의의 역할에 대해 다룬다.

### 전체주의운동의 역학적 측면
이 책의 마지막 부분에서는 전체주의 운동의 역학에 대해서 나치 독일과 소비에트 제국을 집중적으로 다룬다.  여기서 사회 계층이 대중으로 전환 되면서, 비전체주의 세계를 다루는 데 선전 (사회학)의 역할을 말한다.
아렌트는 외로움이 전체주의화 하는 데 전제조건이며 사회적으로 고립화된 사람들이 전체주의 이데올로기와 운동에 보다 쉽게 다가간다고 주장한다.

## 같이 보기
- 르 몽드가 선정한 세기의 도서 100권